# Passalus interruptus
Passalus interruptus là một loài bọ cánh cứng trong họ Passalidae.

## Hình ảnh

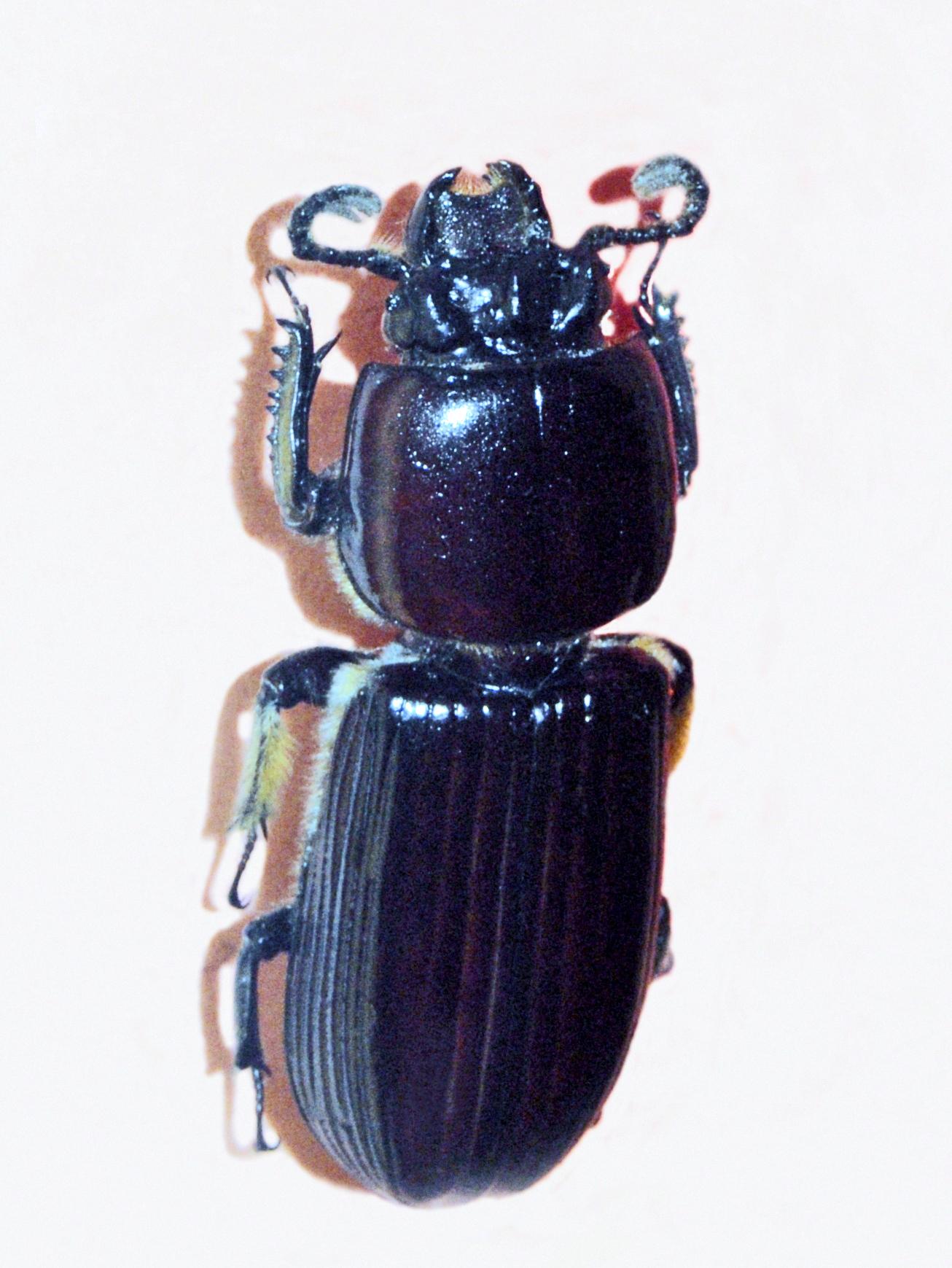
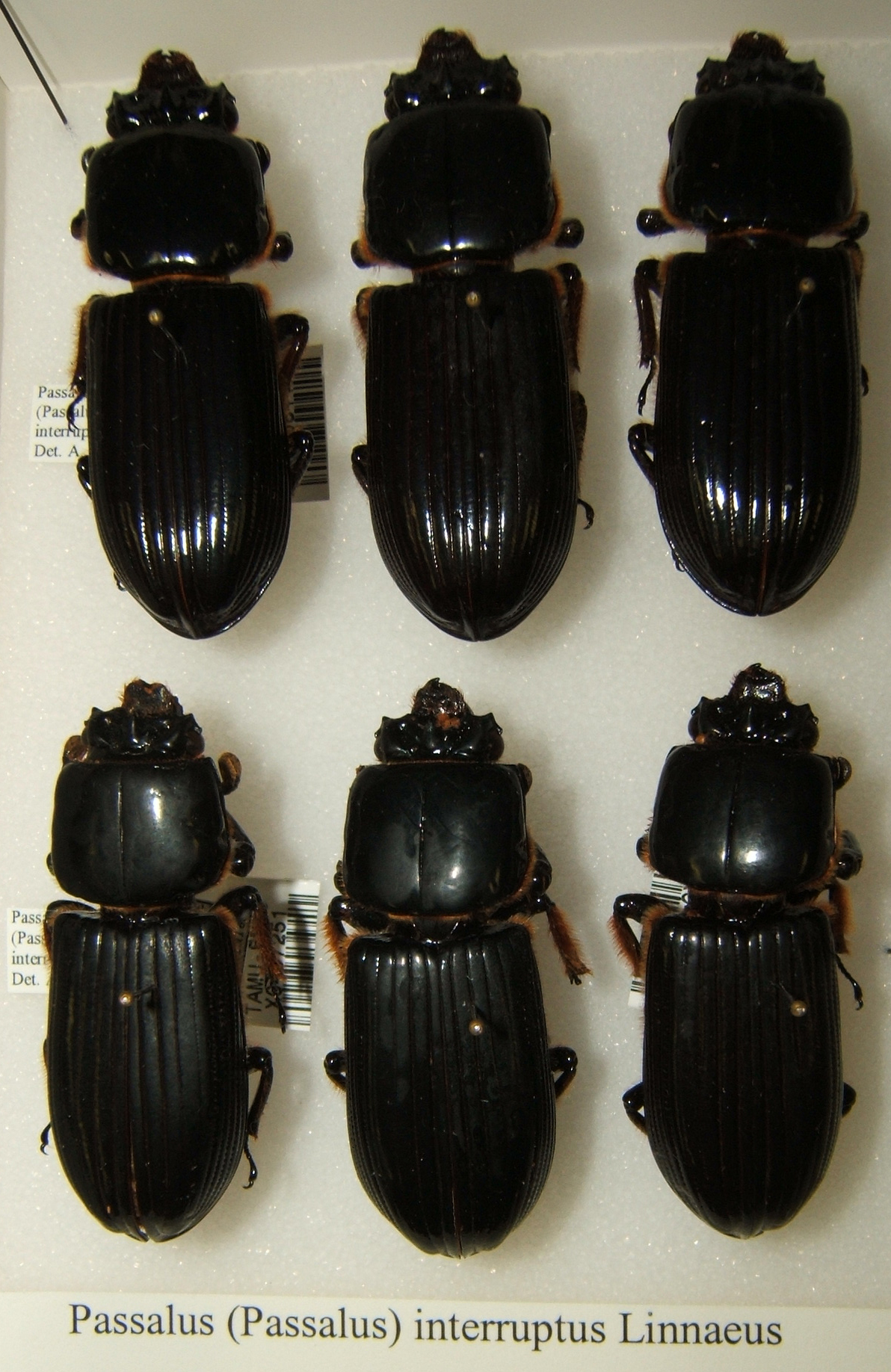